# Thatiana Brasil
Thatiana Brasil (Volta Redonda, Rio de Janeiro, 02 de dezembro de 1978), é uma jornalista e repórter brasileira.

## Biografia
Thatiana faz parte do quadro de repórteres especiais do programa Domingo Espetacular, da Rede Record. Formou-se em Jornalismo no Centro Universitário de Barra Mansa, no interior do Rio de Janeiro, em 2001. No último ano de faculdade, começou a carreira profissional como repórter e apresentadora do programa Câmera em Ação, do SBT Rio, exibido em todo o estado.
Em 2003, a jornalista foi convidada para ser repórter do canal de notícias TV Cidade, da NET. Thatiana Brasil trabalhou também como redatora e apresentadora do programa Conexão no Ar, produzido pela Mixer e exibido pela Band. Na TV Rio Sul, afiliada à Rede Globo, a jornalista atuou como repórter e apresentadora do quadro Coluna Família, exibido no RJTV, e apresentadora eventual do telejornal.
Em 2008, recebeu convite da TV Record para integrar o quadro de repórteres da emissora do Rio de Janeiro. Em apenas dez meses a jornalista foi transferida para São Paulo, onde passou a integrar o quadro de repórteres do Núcleo de Reportagens Especiais da emissora, assinando reportagens para os principais programas jornalísticos da emissora: Domingo Espetacular, Câmera Record e Repórter Record. Todos exibidos em rede nacional.
Como repórter, viajou por diversos países do mundo para a produção de documentários para a emissora, entre eles: Nepal, Tailândia, Vietnã, Mongólia e China.
Em 2010, Thatiana Brasil foi finalista do prêmio Esso de Jornalismo com a reportagem "Presídios: Sobrevivendo no Inferno".
A reportagem elaborada por Mariana Pinto, Thatiana Brasil, Célio Galvão, Luis Henrique Faria, Antônio Gilberto e José da Silva recebeu também uma menção honrosa no prêmio Vladimir Herzog de jornalismo no mesmo ano.